# Zoltán Nagyházi
Zoltán Nagyházi (ur. 24 lutego 1949 w Balatonújhely) – węgierski szermierz, dwukrotny medalista mistrzostw świata.
Podczas mistrzostw świata w Hamburgu w 1978 roku Węgrzy w składzie: Imre Gedővári, Pál Gerevich, Ferenc Hammang, Zoltán Nagyházi i György Nébald zdobyli złoty medal w zawodach drużynowych. W tej samej konkurencji zdobył również złoty medal na mistrzostwach świata w Rzymie cztery lata później.. 
Nigdy nie wziął udziału w igrzyskach olimpijskich.